# Tomorrow〜陽はまたのぼる〜
『Tomorrow〜陽はまたのぼる〜』（トゥモロー ひはまたのぼる）は、TBS系列「日曜劇場」で2008年7月6日から同年9月7日まで毎週日曜日の21:00 - 21:54（JST）に放送された竹野内豊主演のテレビドラマ。初回のみ15分拡大して22:09まで放送。

## 概要
かつて外科医師だった市職員が破綻寸前である病院の看護師に出会い、やがて再建に立ち上がっていくヒューマンドラマ。
『ブラックジャックによろしく』などを手がけ、地方の総合病院の経営難を知った伊與田英徳プロデューサーが4年越しで構想した企画である。
主演の竹野内豊は日曜劇場枠で放送されていた『輪舞曲』以来、2年ぶりの主演ドラマとなる。
エド・はるみはこの作品が連続ドラマ初出演となる。

## あらすじ
舞台は、地方都市・西山室市の市民病院。市民にとって重要な病院であるが、30億円もの負債を有し、病棟の半分以上が閉鎖、医師の不足といった問題を抱えている。市職員である森山航平は市が立ち上げた病院の再建プロジェクトに参画するが、市民病院の看護師田中愛子との出会いを機に、外科医として再びメスを握ることになる。

## 登場人物

### 主要人物
森山航平
演 - 竹野内豊
西山室市職員（第1話・第2話） → 西山室市民病院・透析センター担当（第3話以降）
主人公。35歳。8年前に起こした医療ミスがきっかけで外科医師を辞め、その後は西山室市の職員に就いていた。礼儀正しく、人の良い性格。腹部大動脈瘤破裂の緊急手術（第3話、血管外科）、脳外科の手術（第2話）、産科の手術（第1話）を麻酔科医なしでこなすスーパードクター。専攻は不明。
田中愛子
演 - 菅野美穂
西山室市民病院看護師
ヒロイン。28歳。離婚歴あり。母親も看護師であった。熱血漢だが、人の命を救うことに誰よりも全力を尽くしている。第1話では患者の受け入れ優先順位を決定した後、気道熱傷に対して自己判断で気管挿管ではなく緊急気管切開を選択し1回で成功させている。
遠藤紗綾
演 - 緒川たまき
経営学を学んだ脳外科医。35歳。負債を抱える市民病院を再建するために西山室市により派遣されてくる。当市民病院に「金になる患者」だけを残し、利益の上がらない診療科を閉鎖。脳外科専門の「セレブの病院」に仕立てることを考えている。しかし、合理的でかつ利益優先の方針に愛子達とは対立している。病で倒れた母の容態を気にし、急いで母の元へ行く途中に誤って階段から転落。西山室市民病院に急患として搬送される。

### 愛子の家族
田中七海
演 - 黒川智花（幼少期：吉田里琴）
愛子の妹。19歳。現在は愛子と二人暮し。母親代わりに家計を支える愛子に感謝の念を抱く。巨悪を倒す弁護士になる夢を描いている。先天性の動静脈奇形があり、第2話で生死の境をさまよう。
田中好美
演 - 永島暎子
愛子と七海の母。看護師であった。8年前に事故に遭い、搬送先の大学病院で教授の手術を受けるも、手術ミスが原因で亡くなっている。この時ミスに気づき2度目の緊急手術をしたのが航平であった。

### 西山室市民病院

#### スタッフ
原田和子
演 - エド・はるみ
看護師長。45歳、独身。愛子の母の同僚であった。「患者とのつながり」を第一に考えており、セレブ病院を目指して市民病院を改革する遠藤には反発している。
第8話で小倉雅夫から求婚されるも、子宮筋腫により倒れてしまう。
後に小倉との結婚が無事に決まり、小倉の北海道転勤に伴い、寿退職した。
加藤圭太
演 - 永田彬
杉山麻衣
演 - 橋本真実
滝沢希美
演 - 有村実樹
三島千夏
演 - 秋田真琴
橋元聡子
演 - 氏家恵
西山室市民病院の看護師達。
薮内二郎
演 - 六角慎司
外科医。38歳。通称「薮さん」。アンパンばかり食べており、締まりのない風貌でやる気に欠ける。
片岡庸一
演 - 田中実
内科医。40歳。遠藤と愛子たちとの意見の間で戸惑う。
柿沼高太郎
演 - 志賀廣太郎
院長。65歳。自称「かつては救命救急の鬼と呼ばれた男」。定年退職を控えており、半ば遠藤に脅される形となり、不満を強く言えずにいる。
仙道郁夫
演 - 岸部一徳
事務長。59歳。航平と良き話し相手で将棋をしている。妻は開業医。一人息子を早くに亡くしている。

#### 経営者
蓮見洋治
演 - 陣内孝則
副市長。50歳。市民病院の再建に躍起になっている。
松永泰三
演 - 品川徹（第6話 - ）
衆議院議員。遠藤を呼んだ張本人。

#### 患者
池田マコト
演 - 沢木ルカ
ぜんそく持ちの患者。愛称は「マコト」、一人称は「僕」。8歳。
金子歩
演 - 村松利史
長期入院している患者。48歳。

### その他
遠藤恵子
演 - 勝倉けい子
遠藤の実母。セレブ病院に入院しているが、植物状態で延命治療を受けている。
佐竹
演 - 山田明郷
遠藤の母が入院しているセレブ病院の院長。

### ゲスト
安田早苗
演 - 松田美由紀（第1話）
婦人会の書記長。涼子の母。
安田（田辺）涼子
演 - 大沢あかね（第1話）
妊娠9か月の妊婦。早苗の娘。出産のために里帰り中に、夏祭りの事故に巻き込まれた。
佐藤
演 - 田中要次（第2話）
無職の状態で市民病院に入院したが、医療費が払えず、支払いを拒否したため、警察に通報され連行された。
笹塚努
演 - 須田邦裕（第2話）
非常勤脳外科医師。市民病院には週1回勤務している。
村上伸介
演 - ベンガル（第3話）
腎臓を患いながらも透析を拒否する患者。ある重大な事実を隠していた。
村上真一
演 - 塩谷瞬（第3話）
村上伸介の息子。母親を死なせた父を憎んでおり、父子仲は良くない。
河原のぶ子
演 - 佐々木すみ江（第4話）
長期入院患者の一人。夫を亡くし、独り暮らしである。強制的に退院させられることに反発している。
安達裕也
演 - 袴田吉彦（第5話）
航平の元同僚。脳外科医としてヘッドハンティングされた。しかし、彼自身も苦悩を抱えており、そのためにメスを握ることができなくなっていた。航平が起こした医療ミスの真実を知っている。
蓮見唯
演 - 稲垣鈴夏（第5話・第10話）
蓮見洋治の娘。
二階堂志保
演 - 杉田かおる（第6話）
人気小説家。恋愛小説でヒットを飛ばした。市民病院には癌のため入院し、看護師をいいようにこき使っており「モンスターペイシェント」と言われていた。が、検査の結果、癌は体中に転移しており、余命宣告を受ける。さらに医療ミスが重なり…。
牧田
演 - 緒形幹太（第6話）
志保が執筆した書籍の編集者。実際は志保をいいように利用していたが、医療ミスが発覚すると、手の平を返したように病院を訴え出る。
大内憲太郎
演 - 谷川昭一朗（第6話）
地元の刑事（階級は警部補）。牧田からの訴えで市民病院へやって来る。
島谷哲
演 - 神尾佑（第7話・第8話）
小倉雅夫
演 - 光石研（第8話）
原田和子看護師長の婚約の相手。
仙道昌江
演 - 水沢アキ（第9話）
仙道郁夫の妻。仙道内科医院の医師。
星村麻衣
演 - 星村麻衣（第10話）
本人役で登場。「リゾート開発カウントダウン祭」のイベントでライブを行った。
三崎和彦
演 - 大堀こういち（第10話）
地元の開業医。事故で対応に追われる市民病院を応援するために、スタッフを連れて現れた。

## スタッフ
- 脚本：篠崎絵里子、八津弘幸
- 音楽：長谷部徹、瀬川英史
- 主題歌：星村麻衣「ひかり」（SME Records）
- プロデューサー：伊與田英徳、正木敦
- 演出：山室大輔、川嶋龍太郎、韓哲
- 制作：TBSテレビ
- 製作著作：TBS

## 放送日程
| 各話                                                           | 放送日        | サブタイトル                         | 演出       | 視聴率 |
| -------------------------------------------------------------- | ------------- | ------------------------------------ | ---------- | ------ |
| 第1話                                                          | 2008年7月06日 | 医療は人か金か!?                     | 山室大輔   | 16.8%  |
| 第2話                                                          | 2008年7月13日 | 命を金で買うとき                     | 山室大輔   | 13.9%  |
| 第3話                                                          | 2008年7月20日 | 暴かれた医療ミス〜そして、親子の絆〜 | 川嶋龍太郎 | 13.5%  |
| 第4話                                                          | 2008年7月27日 | 加害者と被害者〜人生最期の病院〜     | 韓哲       | 10.8%  |
| 第5話                                                          | 2008年8月03日 | 涙の告白〜医療ミスに封印された笑顔〜 | 山室大輔   | 10.3%  |
| 第6話                                                          | 2008年8月10日 | 訴えられた病院                       | 川嶋龍太郎 | 10.5%  |
| 第7話                                                          | 2008年8月17日 | 見捨てられた患者                     | 韓哲       | 12.9%  |
| 第8話                                                          | 2008年8月24日 | 看護師長、倒れる!!                   | 山室大輔   | 13.0%  |
| 第9話                                                          | 2008年8月31日 | 妻の死と病院閉鎖                     | 川嶋龍太郎 | 10.4%  |
| 最終話                                                         | 2008年9月07日 | 死ぬな! 病院…!!                      | 山室大輔   | 14.1%  |
| 平均視聴率 12.6%（視聴率はビデオリサーチ調べ、関東地区・世帯） |               |                                      |            |        |

### 備考
- 看護師長役のエド・はるみは日本テレビ『24時間テレビ 「愛は地球を救う」』のチャリティマラソンランナーに決定しており、このドラマの撮影との兼ね合いで練習をしていた。また、放送2日目には主演の竹野内が彼女の応援に参加した。なお、本番組とのダブルブッキングを避けるため、後座番組の『行列のできる法律相談所』は『24時間テレビ』延長企画としての日本武道館からの生放送や、ゴール後の生出演・インタビューを回避し、通常放送とした。
- 同枠の視聴率は『パパとムスメの7日間』以来、3作ぶりに全話10%以上を記録した。